# 일본 에어 커뮤터
일본 에어 커뮤터(일본어: 日本エアコミューター株式会社, 영어: Japan Air Commuter Co., Ltd.)는 일본의 항공회사로 일본항공이 이 지분의 60%를, 가고시마현의 지방자치단체들이 지분의 40%를 소유하고 있으며 일본 서부 특히 규슈, 시코쿠, 류큐 제도를 중심으로 항공 서비스를 운용하고 있다.

## 역사
- 1983년 7월 1일 : 설립 (본사 이전 아마미 공항 내)
- 1983년 11월 2일 : 부정기 항공 운송 사업 면허를 취득
- 1988년 6월 15일 : 본사 가고시마 공항 내에 이전
- 1988년 7월 6일 : 정기 항공 운송 사업 면허를 취득
- 2007년 10월 1일 : 마츠모토 공항 ~ 신치토세 공항 국내선 운항 시작 하면서 홋카이도에 진출
- 2008년 3월 17일 : 운항 승무원의 건강상의 이유로 결원이 발생하여 운항에 지장을 초래하므로 3월 20일부터 3월 30일 오사카 국제공항을 출발하는 일부 항공편이 운행된다고 발표
- 2008년 6월 18일 : 승무원 조합이 파업에 돌입 하면서 86편이 결항
- 2010년 5월 : 마츠모토 공항 ~ 신치토세 공항 국내선 노선 폐지

## 보유 기종
- 2020년 10월 기준으로 다음과 같이 보유하고 있다.[1]